# Agrianthus
Agrianthus é um género botânico pertencente à família Asteraceae.

## Espécies
Apresenta nove espécies:
- Agrianthus almasensis
- Agrianthus campestris
- Agrianthus corymbosus
- Agrianthus empetrifolius
- Agrianthus giuliettiae
- Agrianthus leutzelburgii
- Agrianthus microlicioides
- Agrianthus myrtoides
- Agrianthus pungens